# Foltos delfin
A foltos delfin vagy atlanti delfin (Stenella frontalis) az emlősök (Mammalia) osztályának párosujjú patások (Artiodactyla) rendjébe, ezen belül a delfinfélék (Delphinidae) családjába tartozó faj.
Az északi Atlanti-óceán nyugati részén sokfelé tanulmányozták, más területeken kevésbé ismert.

## Előfordulása
Meleg, mérsékelt övi, szubtrópusi és trópusi vizek az Atlanti-óceánban. Csak az Atlanti-óceánból ismert, ahol főként a meleg vizekben fordul elő. Eloszlása Dél-Amerika és Nyugat-Afrika partjai előtt kiterjedtebb is lehet, mint ahogy a térképen látható. Gyakori az északi Atlanti-óceán nyugati részén és a Mexikói-öbölben. Az északi Atlanti-óceán keleti részén északabbra is előfordulhat, manapság rengeteg adat érkezik az Azori-szigetek környékéről, és valószínűleg látták a Kanári-szigeteknél is. A mexikói-öbölbeli populáció(és valószínűleg mások is) nyáron a partok közelébe húzódnak. Általában a kontinentális talapzatoktól távol, a nyílt vizekben találhatók. A kisebb, kevésbé foltos változata inkább nyílt vízi, mint a nagyobb, foltosabb alak.
Létét veszélyeztető tényezők: Halászhálóba gabalyodás, vadászat, halászat.

## Megjelenése
Nagyon emlékeztet a pettyes delfinre, de teste kissé robusztusabb és mindkét oldalán egy világos csík fut, valamint a has oldalán lévő foltok mindig elkülönülnek, nem olvadnak össze. Kevert korcsoportú iskoláiban az atlanti delfin jól azonosítható az idős állatok foltozottsága (bár a foltok változékonyak és némely megvilágításban nehezen kivehetőek), valamint a fiatalabbak egyszínű sötét palástja alapján. Olyan sok változata létezik, hogy rendszerezése sokáig gondot okozott a taxonómusoknak, jelenleg mindet egy fajnak tekintik.
Foltosság: A felnőttek foltossága példányonként és területenként is változik, lehet nagyon sűrű, vagy ritka, és egyes állatokról majdnem hiányozhat. Az életkor múltával erősödik.

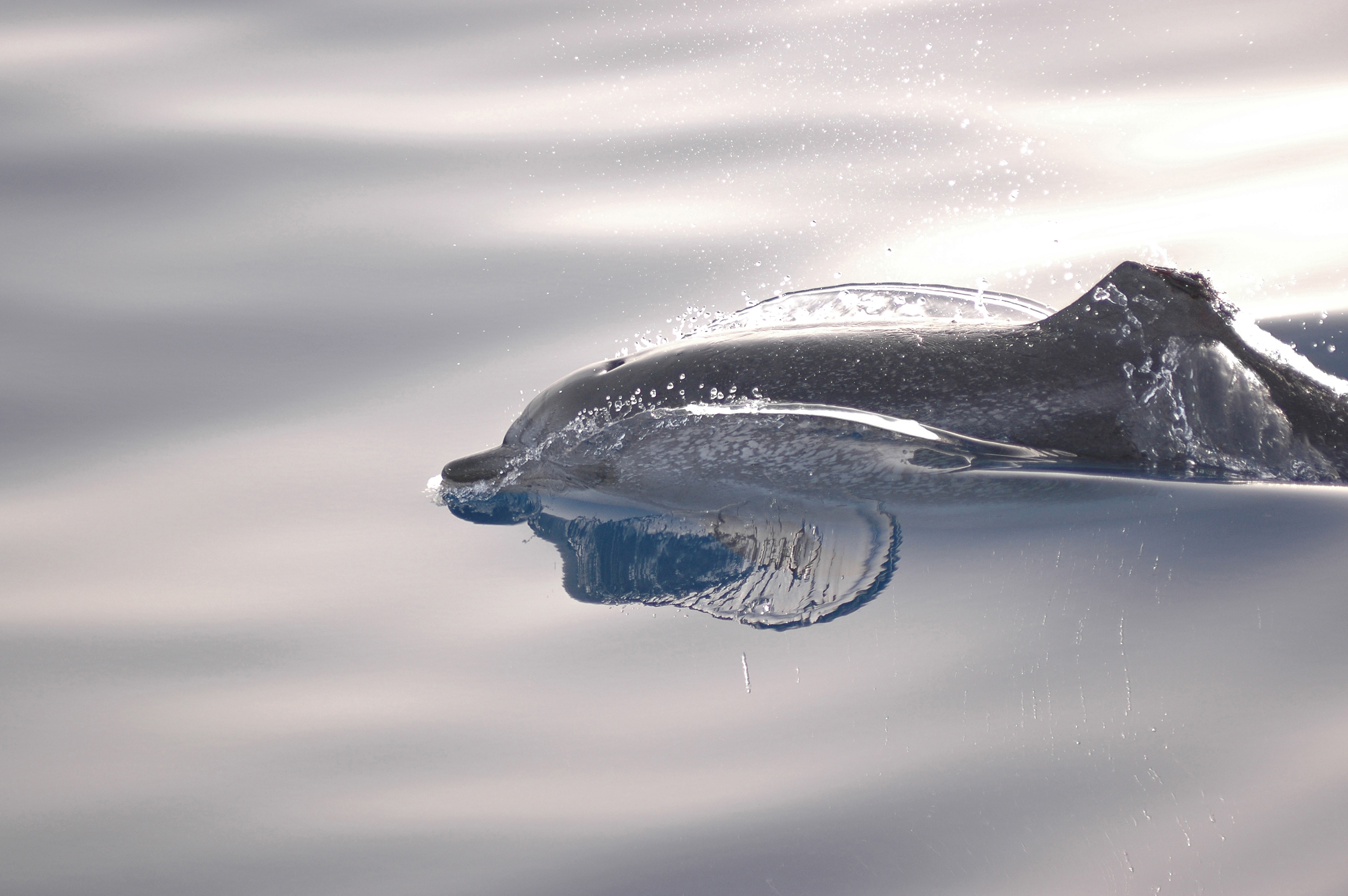
Stenella frontalis, La Gomera

Hátúszó: Középen helyezkedik el.
Születési tömeg: Ismeretlen.
Felnőtt tömeg: 100–140 kg.
Újszülött mérete: 80 cm-1,2 m.
Felnőtt mérete: 1,7-2,3 m.

## Életmódja
Tápláléka halakból, kalmárokból, vagy polipokból, egyéb gerinctelenekből áll. A felszínen nagyon mozgékony. Gyakran ugrik, néha magasan a levegőbe veti magát, ahol lebegni látszik, mielőtt visszazuhanna a vízbe, legtöbbször táplálkozás közben figyelhető meg. Hosszú, lapos, ugrásokkal tűzdelt, gyors, erőteljes úszás jellemzi. Kedveli a hajók orrvizét, hosszan úszhat a gyors mozgású csónakokhoz csatlakozva (ahol vadásszák, óvatosabb). Gyakran látható palackorrú delfinekkel kevert rajokban, ami téves határozáshoz vezethet (valószínűleg azért, mert az idős állatok foltosak, a fiatalok pedig nem). Amikor a felszínre jön, először az arcorr csúcsát dugja ki, azt követi a fej, a hát és a hátúszó. A csoportmérete a part menti populációban általában kisebb (5-15). A csoportok szociális felépítése eléggé összetettnek látszik, az egyedek valószínűleg felismerik csoporttársaikat, és kötődnek egymáshoz.